# Hugo Krabbe

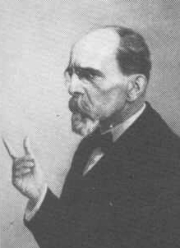
Hugo Krabbe

Hugo Krabbe (* 3. Februar 1857 in Leiden; † 4. Februar 1936 ebenda) war ein niederländischer Staatsrechtler.

## Leben
Hugo war der Sohn des Pfarrers Christiaan Krabbe (* 24. Oktober 1807 in Voorburg; † 21. August 1886 in Leiden) und dessen am 13. September 1854 in Leiden geheirateten zweiten Frau Maria Adriana Machteld Scholten (* 10. Dezember 1816 in Vleuten; † 17. Mai 1905 in Den Haag). Er besuchte die höhere Bürgerschule und das städtische Gymnasium in Leiden. Am 29. September 1874 immatrikulierte er sich an der Universität Leiden, wo er ein Studium der Rechtswissenschaften absolvierte. Am 2. Juli 1883 promovierte er in Leiden mit der Arbeit De burgerlijke staatsdienst in Nederland (deutsch: Der bürgerliche Staatsdienst in den Niederlanden) zum Doktor der Rechte. Danach arbeitete als Angestellter ab 1883 in der Provinz Gelderland und ab 1886 in der Provinz Holland.
1888 wurde er Prokurist im niederländischen Innenministerium, wo er ein niederländisches Wahlgesetz entwarf. Am 10. Februar 1894 erhielt er eine ordentliche Professur für Enzyklopädie der Rechtswissenschaft, des Staats- und des Administrativrechts an der Universität Groningen, welche Aufgabe er mit der Einführungsrede De werkkring van den Staat (deutsch: Die Büros des Staates) antrat. Am 7. Dezember 1907 wurde er zum Professor des Staats-, Administrativ- und Völkerrechts an die Universität Leiden berufen, welche Aufgabe er am 4. März 1908 Professor Leiden mit der Einführungsrede De idee der persoonlijkheid in de staatsleer (deutsch: Die Idee der Persönlichkeit in der Staatslehre) übernahm.
Zudem beteiligte er sich auch an den organisatorischen Aufgaben der Hochschule und war im Akademiejahr 1923/24 Rektor der Alma Mater, wozu er am 8. Februar 1924 die Rektoratsrede De innerlijke waarde de wet (deutsch: Der Innere Wert des Gesetzes) hielt. Krabbe hatte vor allem zu theoretischen Staatsrechtsthemen gearbeitet und wurde zum Ritter des Ordens vom niederländischen Löwen ernannt. Am 25. Mai 1927 hielt Krabbe seine Abschiedsvorlesung und wurde am 10. September 1927 per königlichen Beschluss emeritiert. Fast neun Jahre später verstarb er an einem längeren Leiden.
Krabbe verheiratete sich am 16. September 1886 in Rotterdam mit Adriana Petronella Anna Regina Tavenraat (* 1. April 1854 in Materborn bei Kleve; † 21. Dezember 1942 in Den Haag), der Tochter des Landschaftsmalers Johannes Tavenraat (* 20. März 1809 in Rotterdam; † 2. April 1881 ebenda) und dessen am 16. September 1841 in Meersel/Belgien geheirateten Frau Anna Catharina van Dijck (* Meersel/Antwerpen † 15. April 1855 in Kleve).
Aus der Ehe stammt der Sohn Johannes Krabbe (* 3. Dezember 1887 in Haarlem; † 7. Dezember 1957 in Alkmaar) und die Tochter Maria Johanna Krabbe (* 8. Mai 1889 in Den Haag; † 15. Juli 1965 ebenda).

## Werke (Auswahl)
- De burgerlijke staatsdienst in Nederland. Leiden 1883
- Strafwetgevende bevoegdheid der gemeentebesturen. Haarlem 1886
- De werkkring van den staat. Groningen 1894
- De werkzaamheid van staat en gemeente ter verbetering der volkshuisvesting. Haarlem 1898
- Administratieve rechtspraak. Groningen 1901
- De leer der Rechtssouvereiniteit. 1906 auch deutsch: Die Lehre der Rechtssouveränität; Beitrag zur Staatslehre. Groningen 1906 (Online)
- De idee der rechtspersoonlijkheid in de Staatsleer. 1908
- Ongezonde lectuur. Groningen 1913
- De moderne Staatsidee. Den Haag 1915 auch deutsch: Die moderne Staatsidee. Den Haag 1915 (Online) und englisch: The Modern Idea of the State. New York/London 1922 (Online)
- Het rechtsgezag. Verdediging en toelichting. Den Haag 1917
- De innerlijke waarheid der wet. Den Haag 1924
- Staatsrechtelijke opstellen. Den Haag 1927, 2. Bde.
- Kritische Darstellung der Staatslehre. Den Haag, 1930